# Appuntamento con la morte (opera teatrale)
Appuntamento con la morte (Appointment with Death) è un'opera teatrale di Agatha Christie, esordita a Glasgow nel 1945 e tratta dal romanzo della stessa Christie La domatrice (1938)

## Trama
La famiglia Boynton, il signor Jefferson Cope, la dottoressa Sarah King, la parlamentare Lady Westholme e Miss Pierce, una semplice turista, si trovano al King Solomon Theatre di Gerusalemme. La famiglia americana presenta un quadro particolarmente complesso: essa è composta da tre giovani - Lennox, Raymond e Ginevra - e dalla moglie di Lennox, Nadine, tutti costantemente sotto le tiranniche direttive dalla matrigna Mrs Boyton, una ex-guardia carceraria che non ha mai dato loro possibilità di vivere una propria vita e li ha fatti rimanere in un certo modo bambini. Sarah, invaghitasi di Raymond e vista l'incapacità dei giovani ad affrontare la matrigna, le dice in faccia ciò che pensa. Pochi giorni dopo, mentre l'intero gruppo è in visita ad un sito archeologico, il corpo senza vita di Mrs Boyton viene ritrovato alla fine di un'escursione. Indizi diversi puntato a tutti e quattro i figliastri della donna, che cominciano a discutere tra loro e cercare il vero assassinio prima di essere tutti arrestati dalle autorità locali per l'assassinio dell'anziana e malata Mrs Boyton.

## Genesi e debutto
Agatha Christie scrisse la pièce all'inizio del 1944 sull'onda dell'entusiasmo per la stesura di Assassinio sul Nilo e terminò di scrivere il dramma nel marzo dello stesso anno, in vista di un debutto a Glasgow l'anno successivo. Appuntamento con la morte debuttò al King's Theatre di Glasgow il 29 gennaio 1945 e fu trasferita al Piccadilly Theatre del West End londinese, dove rimase in cartellone per 42 rappresentazioni dal 31 marzo al 2 maggio 1945. L'opera ottenne recensioni tiepide e uno scarso successo, nonostante le prevendite al botteghino fossero di gran lunga maggiori di quelle di Dieci piccoli indiani diciotto mesi prima. Diretto da Terence de Marney, Appuntamento con la morte annoverava nel cast Joan Hickson nel ruolo di Miss Pryce. La Christie fu così colpita dalla performance dell'attrice da esprimere il suo desiderio che la Hickson potesse un giorno interpretare Miss Marple. L'attrice avrebbe realizzato il desiderio della scrittrice nel 1984, interpretando Miss Marple in 12 film TV.

## Il rapporto con il romanzo
Nel riadattare La dominatrice per le scene, la Christie operò uno dei più radicali cambiamenti di tutte le sue passate e future riduzioni teatrali dei suoi romanzi. Infatti la Christie non solo eliminò il personaggio di Hercule Poirot, ma cambiò anche l'identità dell'assassino. A differenza del romanzo, in cui Lady Westholme è l'assassina, in Appuntamento con la morte Mrs Boyton si è in realtà suicidata e ha lasciato indizi che puntassero a ciascuno dei figliastri perché dubitassero l'uno dell'altro, così da continuare a manipolare le loro vite anche dalla tomba.

## Edizioni italiane
- Agatha Christie, Tutto il teatro, traduzione di Edoardo Ebra, Oscar Mondadori, 2014,  p. 1350.